# John Sutton (acteur)
Pour les articles homonymes, voir John Sutton.
John Sutton (Rawalpindi, Pakistan, 22 octobre 1908 - Cannes, 10 juillet 1963), est un acteur britannique.

## Filmographie partielle
- 1938 : Ah ! ces vedettes ! (The Affairs of Annabel) de Benjamin Stoloff : homme devant le kiosque à journaux
- 1938 : Quatre Hommes et une prière (Four Men and a Prayer) de John Ford : Capitaine Drake
- 1939 : La Tour de Londres (Tower of London) de Rowland V. Lee  : John Wyatt
- 1939 : Zaza de George Cukor : Dandy
- 1941 : Un Yankee dans la RAF (A Yank in the RAF) de Henry King : Commandant Morley
- 1941 : A Very Young Lady de Harold D. Schuster : Dr. Franklin Meredith
- 1941 : Les Trappeurs de l'Hudson (Hudson's Bay) de Irving Pichel : Lord Edward Crewe
- 1942 : Mon amie Sally (My Gal Sal) d'Irving Cummings : Fred Haviland
- 1942 : Ten Gentlemen from West Point d'Henry Hathaway : Howard Shelton
- 1942 : Pilotes de chasse (Thunder Birds) de William A. Wellman : Peter Stackhouse
- 1943 : Jane Eyre (Jane Eyre), de Robert Stevenson : Dr Rivers
- 1944 : Une heure avant l'aube de Frank Tuttle : Roger Hetherton
- 1946 : Claudia et David de Walter Lang : Phil Dexter
- 1947 : Capitaine de Castille (Captain from Castile) de Henry King : Diego De Silva
- 1948 : Les Trois Mousquetaires (The Three Musketeers) de George Sidney : Le Duc de Buckingham
- 1949 : La Vengeance des Borgia (Bride of Vengeance) de Mitchell Leisen : Prince Bisceglie
- 1949 : Bagdad de Charles Lamont : Raizul
- 1951 : L'Ambitieuse (Payment on Demand) de Curtis Bernhardt : Anthony Tunliffe
- 1951 : David et Bethsabée (David and Bathsheba) de Henry King : Ira
- 1952 : Ma cousine Rachel (My cousin Rachel) de Henry Koster : Ambrose Ashley
- 1952 : La Femme au masque de fer (The Lady in the Iron Mask) de Ralph Murphy
- 1952 : Le Faucon d'or (The Golden Hawk) de Sidney Salkow
- 1952 : La Revanche d'Ali Baba (Thief of Damascus) de Will Jason (en) : Khalid
- 1958 : Macumba (Tumulto de Paixoes) de Zygmunt Sulistrowski : John Morgan
- 1959 : Le Retour de la mouche (Return of the Fly) d'Edward Bernds : Inspecteur Beecham
- 1959 : Le Masque (The Bat), de Crane Wilbur